# Lakho Rinpoche
| Tibetische Bezeichnung                   |
| ---------------------------------------- |
| Wylie-Transliteration: la kho rin po che |
| Andere Schreibweisen: Ra kho khutukhtu   |
| Chinesische Bezeichnung                  |
| Vereinfacht: 拉科活佛; 拉科呼图克图      |
| Pinyin:Lake huofo; Lake hutuketu         |

Lakho Rinpoche (tib. la kho rin po che) bzw. Lakho Hutuktu (Ra kho khutukhtu) ist eine wichtige Inkarnationsreihe des Gelugpa-Klosters Kumbum Champa Ling in Amdo (Qinghai). Er zählte zu den sieben großen Hutuktus während der Qing-Zeit in der Hauptstadt Peking.
Die Inkarnationsreihe geht bis auf das 17. Jahrhundert zurück. Bis heute gibt es acht Vertreter dieser Reihe.
Der 6. Lakho Rinpoche, Lobsang Shedrub Tenpe Nyima (blo bzang bshad sgrub bstan pa'i nyi ma; 1921–?), der 94. Abt des Kumbum-Klosters, ging 1958 nach Indien.

## Liste der Lakho Rinpoches
| # | Lebensdaten | Name                                                      |
| - | ----------- | --------------------------------------------------------- |
| 1 | (?)         | Chö Trashi (chos bkra shis)                               |
| 2 | 1673-1755   | Sherab Chöjor (?)                                         |
| 3 | 1757-1813   | Ngawang Tendzin Gyatsho                                   |
| 4 | 1814-1859   |                                                           |
| 5 | ?-1920      |                                                           |
| 6 | 1921-?      | Lobsang Shedrub Tenpe Nyima                               |
| 7 | (?)         |                                                           |
| 8 | (?)         | Lobsang Tenpe Wangchug (blo bzang bstan pa'i dbang phyug) |

### Nachschlagewerke
- Zangzu da cidian. Lanzhou 2003 (Lake huofo xitong 拉科活佛系统 la kho sku phreng rim byon)